# Rimpelende melkzwam
De rimpelende melkzwam (Lactarius tabidus) is een algemeen voorkomende paddenstoel uit de familie Russulaceae. Synoniemen zijn Lactarius chrysorheus en Lactarius hepaticus. Hij vormt ectomycorrhiza met verschillende loof- en naaldbomen. Hij komt voor op matig vochtige tot natte plaatsen in bossen op zand- en veenbodems.

## Beschrijving

### Uiterlijke kenmerken
Hoed
De rimpelende melkzwam heeft een beige tot lichtbruine hoed, die vaak radiair gerimpeld is. Jonge exemplaren zijn gewelfd met soms een umbo, later is de vorm vlak of ondiep trechtervormig. De rand is dikwijls enigszins golvend. De hoed is mat van tint, geelbruin tot vleeskleurig bij opdrogen. Hij kan een diameter van 2,5 tot 7 centimeter bereiken.
Steel
De steel is roodbruin tot donkerbruin van kleur, wordt 3 tot 7 centimeter hoog en 4 tot 8 millimeter in diameter. De hoed en de steel worden hol bij verouderen.
Lamellen
De lamellen zijn bleek vleeskleurig en aflopend.
Melksap
Het melksap is wit en wordt na een halve minuut zwavelgeel bij het opdrogen (op witte zakdoek). Het melksap is uitgesproken bitter en kan een branderig gevoel op de tong achterlaten. Het feit dat het sap geel wordt bij het opdrogen, is mogelijk een indicator dat de soort giftig kan zijn.
Geur en smaak
De geur en smaak zijn onopvallend.
Sporenprint
De sporenprint is crèmekleurig.

### Microscopische kenmerken
De sporen zijn afgeronde tot breed elliptisch en meten 6–9 × 5,5–7 µm. Ze zijn bedekt met 0,6–1,3 µm hoge, fijn afgeronde tot langwerpige of puntige wratten, die via enkele dunne lijntjes of ribbels met elkaar verbonden kunnen zijn. Het is een heel los netwerk met een paar individuele mazen. De basidia zijn cilindrisch tot knotsvormig en meten 35-45 × 7,5-11 µm. Soms hebben ze er maar één of twee, maar meestal vier sterigmata.
De talrijke cheilocystidia zijn spoelvormig tot priemvormig, 20-50 µm lang en 4,5-9 µm breed. De eveneens spoelvormige, 32-80 µm lange en 6-10 µm brede pleurocystidia zijn niet talrijk.
De hoedhuid bestaat uit ronde of isodiametrische hyfencellen met de afmeting 9–22 × 9–20 µm. Er zijn ook individuele 15-30 µm lange en 3-6 µm brede hyfeneindcellen die uitsteken uit de hyfenassociatie.

## Ecologie
Zoals alle melkzwammen is de rimpelende melkzwam een mycorrhizaschimmel die een partnerschap kan vormen met zowel loof- als naaldbomen. De belangrijkste symbiotische partner zijn sparren; hij komt ook veel zeldzamer voor onder berken. Maar in zeldzame gevallen kunnen ook elzen, haagbeuken, beuken, eiken, sparren en dennen als gastheer dienen.
De schimmel houdt van vochtige loof- en naaldbossen. Daarom wordt hij aangetroffen in schaduwrijke sparrenbossen, maar ook in sparrenbossen op vochtige tot natte, extreem alkalische en voedselarme bodems. Hij komt ook voor in berkenbroekbossen en aan de randen van hoogveen. Af en toe wordt hij ook aangetroffen in geschikte sparren-beuken-, beuken-, haagbeuk-eiken-, berken-eiken-, elzen- en berkenbossen. Als hoge indicator voor vocht en zuurgraad is het ook een lokale differentiële soort voor drassige gebieden in verschillende naald-, gemengde en loofbosgemeenschappen.
De vruchtlichamen verschijnen van eind juni tot november en zijn soms tot in januari te vinden.

## Verspreiding

Europees verspreidingsgebied

De paddenstoel komt voor over geheel Europa en Noord-Amerika. Hoe noordelijker, des te zeldzamer de soort. In Nederland en België komt de rimpelende melkzwam algemeen voor.

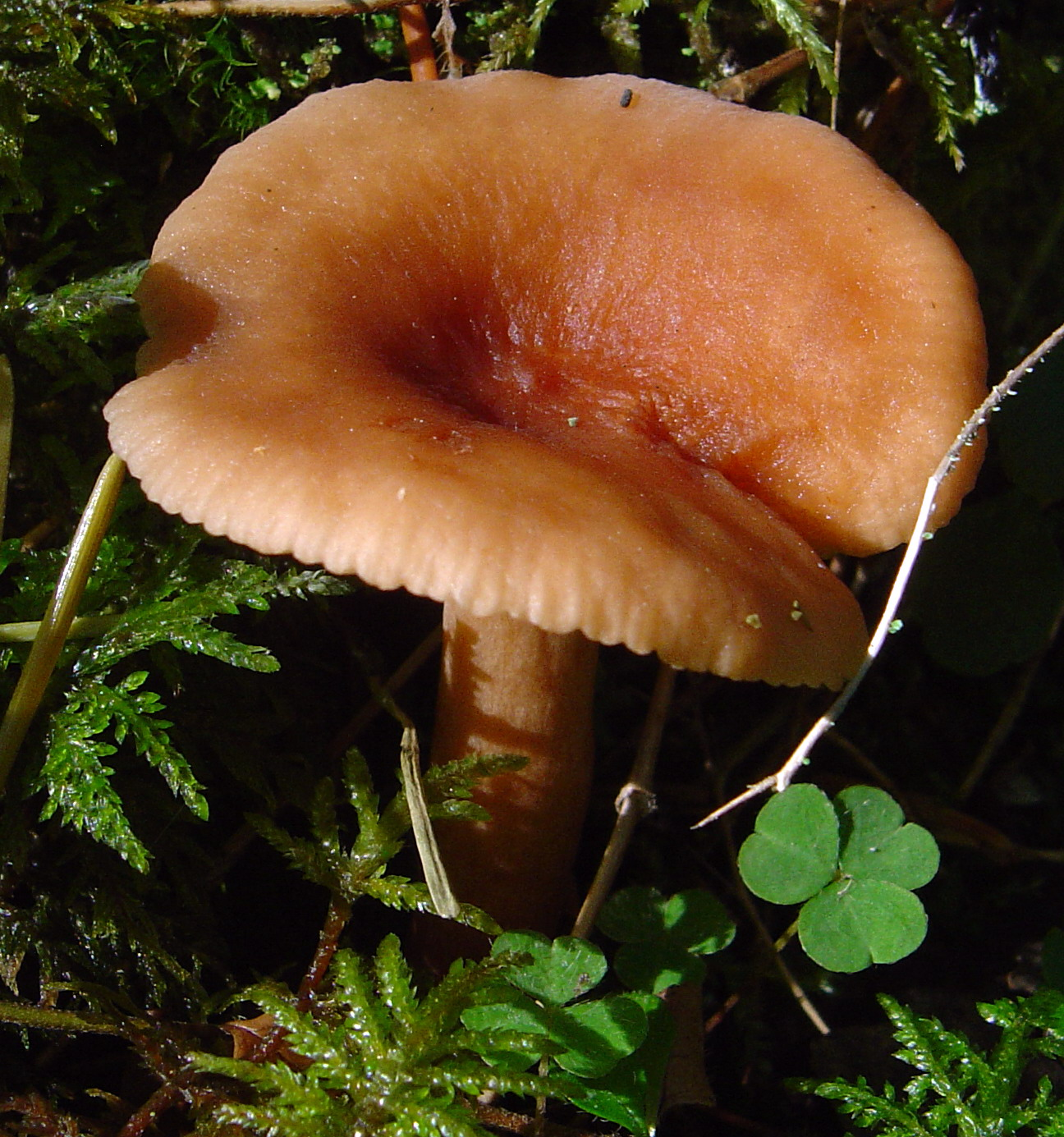
Kroonkurkachtige hoedrand